# Tempesta Klaus

Cartina della Francia mostrante la traiettoria della tempesta Klaus il 24 gennaio 2009.

La tempesta Klaus è stata un ciclone attivo dal 23 al 25 gennaio 2009 in Europa, in particolare in Spagna, in Francia e in Andorra. La tempesta ha causato ingenti danni e anche vittime tra Spagna, Francia, Andorra e Italia, con venti che hanno raggiunto i 190 km/h in alcune zone della Francia meridionale.
Il nome, Klaus, è stato attribuito dalla Libera Università di Berlino seguendo le convenzioni dei nomi delle tempeste europee.
Secondo Météo-France, Klaus è stata la più devastante tempesta che ha colpito la Francia dopo quella del 1999.

## Vittime
Vi sono stime contrastanti sul numero delle vittime a seconda degli effetti diretti o indiretti della tempesta.

### Spagna
In Spagna Klaus ha causato un totale di 12 morti. Il 24 gennaio il tetto di un centro sportivo di Sant Boi de Llobregat, comune situato a 11 km a sud-est di Barcellona, è crollato per i forti venti provocando la morte di quattro bambini e il ferimento di altre 16 persone.

### Francia
In Francia, invece, ha provocato un totale di 11 morti e numerosi feriti, oltre che l'interruzione di elettricità per milioni di persone nel sud-est del paese.

## Localizzazione
Gli effetti della tempesta sono stati ravvisati dalle Isole del Canale nel nord della Francia, sino a Barcellona, nel nord della Spagna. Il ciclone ha attraversato la Francia meridionale nel pomeriggio del 24 gennaio, partendo dal Golfo di Biscaglia ed arrivando a causare disagi al nord Italia e sino sull'Adriatico.